# Tri-Lakes
Tri-Lakes es un lugar designado por el censo ubicado en el condado de Whitley en el estado estadounidense de Indiana. En el Censo de 2010 tenía una población de 1421 habitantes y una densidad poblacional de 136,45 personas por km².

## Geografía
Tri-Lakes se encuentra ubicado en las coordenadas 41°15′4″N 85°27′13″O / 41.25111, -85.45361. Según la Oficina del Censo de los Estados Unidos, Tri-Lakes tiene una superficie total de 10.41 km², de la cual 8.85 km² corresponden a tierra firme y (15.02%) 1.56 km² es agua.

## Demografía
Según el censo de 2010, había 1421 personas residiendo en Tri-Lakes. La densidad de población era de 136,45 hab./km². De los 1421 habitantes, Tri-Lakes estaba compuesto por el 97.82% blancos, el 0.14% eran afroamericanos, el 0.21% eran amerindios, el 0.07% eran asiáticos, el 0% eran isleños del Pacífico, el 0.28% eran de otras razas y el 1.48% pertenecían a dos o más razas. Del total de la población el 1.13% eran hispanos o latinos de cualquier raza.